# Saint-Martin (Gers)
Saint-Martin è un comune francese di 478 abitanti situato nel dipartimento del Gers nella regione dell'Occitania.

## Società

### Evoluzione demografica
Abitanti censiti